# نيكولاس بينغهام
نيكولاس بينغهام (بالإنجليزية: Nicholas Bingham)‏ هو رياضياتي بريطاني، ولد في 19 مارس 1945 في يورك في المملكة المتحدة.